# Tray Deee
Tracy Lamar Davis (Long Beach, Kalifornija, SAD, 27. travnja 1966.), bolje poznat po svom umjetničkom imenu Tray Deee (poznat i kao Big Tray Deee) je američki reper, tekstopisac i glumac. Svoju karijeru je započeo 1994. godine gostujući na mnogim albumima. Jedini album, The General's List je objavio 2002. godine.

## Pravna pitanja
Prije nego što je postao reper, Tray Deee je bio član ulične bande Crips u Long Beachu, Kaliforniji. Tray Deee je 2. veljače 2005. godine osuđen na dvanaest godina zatvora zbog pokušaja ubojstva, koje proizlazi iz incidenta 2003. godine u kojem je pucao na suparnika druge bande. Trenutno je zatvoren u državnom zatvoru Salinas Valley, novom postrojenju koji se nalazi u Soledadu, Kaliforniji. Naveo je da će iz zatvora izaći najranije 2013. godine.

## Diskografija
- The General's List (2002.)

## Filmografija
- Baby Boy (2001.)
- The Wash (2001.)
- Tha Eastsidaz (2005.)

## Vanjske poveznice
- Tray Deee na Allmusicu
- Tray Deee na Discogsu
- Tray Deee na Billboardu
- Tray Deee  Arhivirana inačica izvorne stranice od 29. lipnja 2013. (Wayback Machine) na MTV
- Tray Deee na Internet Movie Databaseu